# Blânzi
Blânzi – wieś w Rumunii, w okręgu Gałacz, w gminie Corod. W 2011 roku liczyła 1189 mieszkańców.